# La Blanchisseuse (Daumier)
Pour les articles homonymes, voir La Blanchisseuse.
La Blanchisseuse (également connue comme La Lavandière) est une peinture à l'huile sur panneau peint par l'artiste français Honoré Daumier en 1863. Elle est actuellement conservée et exposée au Musée d'Orsay à Paris.

## Histoire du tableau
Daumier a vécu Quai d'Anjou sur l'Île Saint-Louis à Paris, et a souvent pu observer les attitudes des lavandières, de retour des lavoirs sur la Seine, comme elles gravissaient péniblement les marches de pierre, courbées sous le poids de leurs affaires de lavage. Connu pour ses dessins satiriques, il se consacre à partir de 1860 à la peinture, empruntant ses thèmes à des scènes de rue ou de gare, et à l'observation des plus humbles. Ce tableau est réalisé en 1863 et le contraste des lumières entre le fond lumineux et les deux personnages donne toute sa force à la représentation de cette blanchisseuse, qui semble imposante par rapport à son enfant. En simplifiant sa technique figurative il devient un précurseur de la peinture moderne.
Cette œuvre été proposée par le peintre au Salon de 1861, exposée mais avec un accrochage un peu trop en hauteur, et présentée de façon plus accessible aux regards des amateurs lors de l'Exposition universelle de 1900.
Daumier a peint plusieurs variations sur ce thème : de nombreuses répliques existent. Celle du musée d'Orsay apparaît, selon les critiques, de loin la meilleure. Elle a été acquise en 1927 par les Musées nationaux lors d'une vente d'une collection d'un particulier, confié au musée du Louvre  puis affecté depuis 1986 au Musée d'Orsay. Ce tableau a au moins deux autres versions dans des collections muséales, l'une conservée au Metropolitan Museum of Art et l'autre à l'Albright-Knox Art Gallery de Buffalo, New York.

## Bibliographie complémentaire

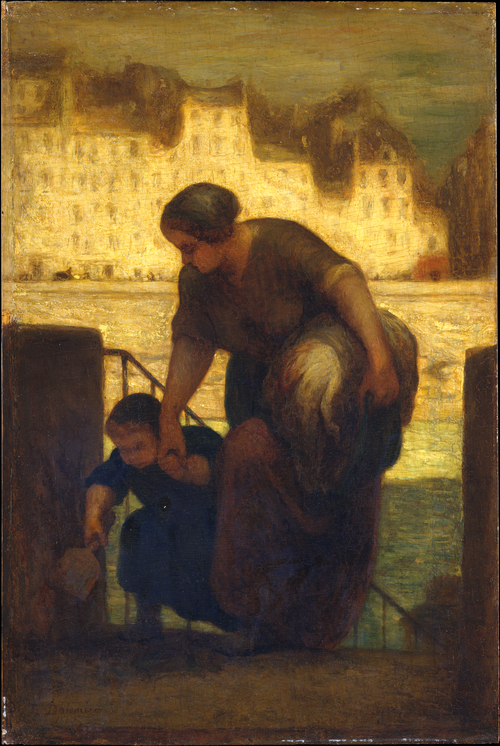
Une réplique de La Blanchisseuse, au Metropolitan Museum of Art.